# أولاد بولحسن (تعاتعة)
أولاد بولحسن هو دُوَّار يقع بجماعة كشولة، إقليم الصويرة، جهة مراكش آسفي في المملكة المغربية. ينتمي الدوّار لمشيخة تعاتعة التي تضم 6 دواوير. يقدر عدد سكانه بـ 1029 نسمة حسب الإحصاء الرسمي للسكان والسكنى لسنة 2004.

## روابط خارجية
- البوابة الوطنية للجماعات الترابية
- المندوبية السامية للتخطيط